# Појенари (Валча)
Појенари (рум. Poienari) насеље је у Румунији у округу Валча у општини Гиороју. Oпштина се налази на надморској висини од 276 m.

## Становништво
Према подацима из 2002. године у насељу је живело 347 становника, од којих су сви румунске националности.